# Лаура Гарроне
Лаура Гарроне (італ. Laura Garrone, нар. 15 листопада 1967) — колишня італійська професійна тенісистка.
Здобула п'ять парних титулів туру WTA.
Найвищу одиночну позицію світового рейтингу — 32 місце досягла 19 січня 1987, парну — 50 місце — 6 травня 1991 року.
В Кубку Федерації рахунок перемог-поразок становить 7–9.

## Фінали турнірів WTA

### Парний розряд: 6 (5 титулів, 1 поразка)
| Легенда           |   |
| Grand Slam        | 0 |
| WTA Championships | 0 |
| Tier I            | 0 |
| Tier II           | 0 |
| Tier III          | 1 |
| Tier IV & V       | 4 |

| Титули за покриттям |   |
| Тверде              | 0 |
| Ґрунт               | 5 |
| Трава               | 0 |
| Килим               | 0 |

| Результат | Ранг | Дата            | Турнір          | Покриття | Партнер            | Опоненти                             | Рахунок            |
| --------- | ---- | --------------- | --------------- | -------- | ------------------ | ------------------------------------ | ------------------ |
| Перемога  | 1.   | 6 серпня 1989   | Софія, Болгарія | Ґрунт    | Лаура Голарса      | Зілке Маєр Елена Пампулова           | 6–4, 7–5           |
| Поразка   | 1.   | 13 травня 1990  | Рим, Італія     | Ґрунт    | Лаура Голарса      | Гелен Келесі Моніка Селеш            | 3–6, 4–6           |
| Перемога  | 2.   | 13 липня 1990   | Палермо, Італія | Ґрунт    | Карін Кшвендт      | Флоренсія Лабат Барбара Романо       | 6–2, 6–4           |
| Перемога  | 3.   | 16 вересня 1990 | Афіни, Греція   | Ґрунт    | Карін Кшвендт      | Леона Ласкова Яна Поспішилова        | 6–0, 1–6, 7–6(8–6) |
| Перемога  | 4.   | 10 липня 1994   | Палермо, Італія | Ґрунт    | Руксандра Драгомір | Аліче Канепа Джулія Казоні           | 6–1, 6–0           |
| Перемога  | 5.   | 17 вересня 1995 | Варшава, Польща | Ґрунт    | Сандра Чеккіні     | Генрієта Надьова Дениса Крайчовичова | 5–7, 6–2, 6–3      |

## Фінали ITF

### Одиночний розряд: 5 (4–1)
| Турніри $100,000 |
| Турніри $75,000  |
| Турніри $50,000  |
| Турніри $25,000  |
| Турніри $10,000  |

| Результат | Ранг | Дата           | Місце                    | Покриття | Опонент          | Рахунок       |
| --------- | ---- | -------------- | ------------------------ | -------- | ---------------- | ------------- |
| Поразка   | 1.   | 16 квітня 1984 | Монвізо, Італія          | Ґрунт    | Каріна Карлссон  | 4–6, 5–7      |
| Перемога  | 1.   | 16 липня 1984  | Cava de' Tirreni, Італія | Ґрунт    | Катарина Малеєва | 6–1, 7–5      |
| Перемога  | 2.   | 15 квітня 1985 | Казерта, Італія          | Ґрунт    | Лаура Голарса    | 5–7, 6–2, 6–4 |
| Перемога  | 3.   | 10 травня 1993 | Путіньяно, Італія        | Тверде   | Ріта Гранде      | 2–6, 6–3, 6–1 |
| Перемога  | 4.   | 1 вересня 1997 | Сполето, Італія          | Ґрунт    | Алісія Ортуньйо  | w/o           |

### Парний розряд: 7 (5–2)
| Результат | Ранг | Дата           | Місце                | Покриття | Партнер          | Опоненти                               | Рахунок       |
| --------- | ---- | -------------- | -------------------- | -------- | ---------------- | -------------------------------------- | ------------- |
| Перемога  | 1.   | 7 вересня 1992 | Arzachena, Італія    | Ґрунт    | Лаура Голарса    | Лінда Феррандо Сільвія Фаріна-Елія     | 6–4, 4–6, 6–4 |
| Поразка   | 1.   | 12 липня 1993  | Дармштадт, Німеччина | Ґрунт    | Тіна Кріжан      | Магдалена Фейстель Катажина Теодорович | 6–4, 4–6, 5–7 |
| Перемога  | 2.   | 13 червня 1994 | Сецце, Італія        | Ґрунт    | Ріта Гранде      | Лаура Монтальво Silvia Ramón-Cortés    | 6–4, 6–4      |
| Перемога  | 3.   | 3 липня 995    | Сецце, Італія        | Ґрунт    | Глорія Піццікіні | Ленка Немечкова Мая Живець-Шкуль       | 7–6, 6–2      |
| Перемога  | 4.   | 14 серпня 1995 | Марібор, Словенія    | Ґрунт    | Тіна Кріжан      | Ева Меліхарова Гелена Вілдова          | 6–4, 3–6, 6–2 |
| Поразка   | 2.   | 14 липня 1996  | Стамбул, Туреччина   | Тверде   | Флора Перфетті   | Тіна Кріжан Ольга Лугіна               | 4–6, 2–6      |
| Перемога  | 5.   | 30 червня 1997 | Сецце, Італія        | Ґрунт    | Елена Савольді   | Anna Linkova Андрея Ехрітт-Ванк        | 6–3, 6–0      |